# Parászka Miklós
Parászka Miklós (Fogaras, 1953. január 26. –) erdélyi magyar rendező, színházigazgató, egyetemi óraadó.

## Életpályája
Szakmai tanulmányait 1974 és 1978 közt végezte a Szentgyörgyi István Színművészeti Intézetben, színész szakon. Ugyanebben az évben színésznek szerződött a Szatmárnémeti Északi Színház magyar tagozatához, a későbbi Harag György Társulathoz, amely 1993-ban az ő igazgatása alatt vette fel alapító vezetője nevét. A nyolcvanas évek második felétől kezdett rendezni. 1987-től a társulat művészeti vezetője, majd művészeti igazgatója, 2000-ig.
1990–1996 között a Marosvásárhelyi Színművészeti Egyetem tanára. 1998-ban néhány szatmári, vásárhelyi színésszel és frissen végzett, lelkes fiatalokkal megalapította a Csíki Játékszínt, Csíkszereda városi színházát. 2000-ig párhuzamosan igazgatta a csíkszeredai és szatmárnémeti társulatot (ebben az időszakban a két színház testvérszínházként működött, társulataik is nagy átfedést mutattak), miközben a Nagyváradi Állami Színház Szigligeti Társulatának alkalmazott rendezője is. 2000-ben lemondott a szatmárnémeti igazgatásról (néhány évig még a színház főrendezője, majd alkalmazott rendezője), és a Csíki Játékszín mellett döntött (őt követte Fülöp Zoltán szatmári színész is).
Csíkban erős társulatot, jól működő bérletrendszert épített ki, igazgatása alatt a szintén alapítónak számító (az eleinte önálló, jól szervezett társulat nélkül működő játékszínben több szerepet is vállaló) vásárhelyi színészről, a 2001-ben elhunyt Hunyadi Lászlóról nevezték el a játékszín Stúdióját. Jelenleg[mikor?] a nagyváradi Szigligeti Társulat rendezője és a Marosvásárhelyi Művészeti Egyetem rendező szakának oktatója. 2018 januárjában bejelentette nyugdíjba vonulását a Csíki Játékszín igazgatói posztjáról.
Nős, egy leánya (Parászka Boróka) és egy fia van.

## Rendezései és szerepei

### Rendezései
- Mușatescu Tudor: Titanic keringő (1986 – Szatmárnémeti Északi Színház)
- Jean Valjean: Áldozati nemzedék (1987 – Szatmárnémeti Északi Színház)
- Solomon Dumitru: Fogócska (1987 – Szatmárnémeti Északi Színház)
- Leltár miatt nyitva (1987 – Szatmárnémeti Északi Színház, Kovács Ádámmal)
- William Shakespeare: A vihar (1988 – Szatmárnémeti Északi Színház)
- Müller Péter: Szemenszedett igazság (1990 – Kolozsvári Állami Magyar Színház)
- Örkény István: Kulcskeresők (1991 – Szatmárnémeti Északi Színház)
- Gogol: A revizor (1991 – Marosvásárhelyi Nemzeti Színház)
- Simon Neil: A napsugár fiúk (1992 – Szatmárnémeti Északi Színház)
- Molière: Úrhatnám polgár (1992 – Szatmárnémeti Északi Színház)
- Márton László: A nagyratörő (1992 – Kolozsvári Állami Magyar Színház)
- Václav Havel: A leirat (1993 – Szatmárnémeti Északi Színház)
- Oldrich Danech: Negyven gazfickó és egy maszületett bárány (1993 – Kisvárdai Várszínház)
- Sütő András: Pompás Gedeon (1993 – Csokonai Színház, Debrecen)
- Tamási Áron: Csalóka szivárvány (1994 – Csokonai Színház, Debrecen)
- Pataki Éva: Edith és Marlene (1994 – Szatmárnémeti Északi Színház, Bessenyei Istvánnal)
- Zerkovitz–Szilágyi: Csókos asszony (1994 – Szatmárnémeti Északi Színház, Bessenyei Istvánnal)
- Tamási Áron: Csalóka szivárvány (1995 – Szatmárnémeti Északi Színház)
- Móricz Zsigmond: Rokonok (1995 – Szatmárnémeti Északi Színház)
- Kós Károly: Budai Nagy Antal (1995 – Kisvárdai Várszínház)
- Gogol: A revizor (1996 – Csokonai Színház, Debrecen)
- Szép Ernő: Vőlegény (1996 – Szatmárnémeti Északi Színház)
- Tamási Áron: Ősvígasztalás (1996 – Szatmárnémeti Északi Színház)
- Tamási Áron: Ősvígasztalás (1996 – Csokonai Színház, Debrecen)
- Huszka–Martos: Lili bárónő (1996 – Szatmárnémeti Északi Színház)
- Szép Ernő: Vőlegény (1997 – Nagyváradi Állami Színház)
- Székely János: Caligula helytartója (1997 – Csokonai Színház, Debrecen)
- Shakespeare:  Lear király (1997 – Szatmárnémeti Északi Színház)
- Molière: A fösvény (1997 – Marosvásárhelyi Nemzeti Színház)
- Jókai Mór: A kőszívű ember fiai (1997 – Szatmárnémeti Északi Színház)
- Vörösmarty Mihály: Csongor és Tünde (1999 – Csokonai Színház)
- Örkény István: Macskajáték (1999 – Nagyváradi Állami Színház)
- Vörösmarty Mihály: Csongor és Tünde (2000 – Csíki Játékszín)
- Móricz Zsigmond: Rokonok (2000 – Csokonai Színház, Debrecen)
- Shakespeare: Romeo és Júlia (2001 – Szatmárnémeti Északi Színház)
- Molière: Úrhatnám polgár (2002 – Csíki Játékszín)
- Bertolt Brecht: Kurázsi mama és gyermekei (2003 – Nagyváradi Állami Színház)
- Móricz Zsigmond: Búzakalász (2003 – Szatmárnémeti Északi Színház)
- Euripidész: Iphigeneia Auliszban (2003 – Csíki Játékszín)
- Székely János: Caligula helytartója (2004 – Csíki Játékszín)
- Hatházi András: A dilis Resner (2004 – Marosvásárhelyi Nemzeti Színház)
- Szép Ernő: Patika (2005 – Csokonai Színház, Debrecen)
- Friedrich Dürrenmatt: Végjáték (Play Strindberg) (2005 – Nagyváradi Állami Színház)
- Brammer–Grünwald–Kálmán: Montmartre-i ibolya (2005 – Csíki Játékszín)
- Shakespeare: A velencei kalmár (2006 – Szatmárnémeti Északi Színház)
- Stein–Bock–Harnick: Hegedűs a háztetőn (2006 – Csíki Játékszín)
- Martos–Huszka–Darvas: Lili bárónő (2006 – Csíki Játékszín)
- Molière: Tudós nők (2007 – Nagyváradi Állami Színház)
- Wasserman–Leigh–Darion: La Mancha lovagja (2007 – Csíki Játékszín)
- Molnár Ferenc: Játék a kastélyban (2007 – Szatmárnémeti Északi Színház)
- Szép Ernő: Lila ákác (2008 – Csíki Játékszín)
- Eisemann–Zágon–Somogyi: Fekete Péter (2008 – Csíki Játékszín)

### Szerepei
- Arthur (Mrožek: TANGO. r: Kovács Ferenc, 1979)
- Vojnyicev (Csehov: PLATONOV. r: Kovács Levente, 1989)

### Díszlettervező
- La Mancha lovagja (Csíkszereda, 2007)
- Tudós nők (Nagyvárad, 2007)